# Charlotte Dupuis
Pour les articles homonymes, voir Dupuis.
Charlotte Dupuis, née Catherine Charlotte Antoinette Bordes, est une actrice et autrice dramatique française, née le 11 août 1816 à Nantes et morte le 5 avril 1879 à Paris 9e.

## Biographie
Fille de Raymond Louis Bordes, artiste nantais, elle n'avait pas encore huit ans que déjà elle jouait au théâtre. Elle eut des rôles dans de nombreux théâtres parisiens jusque vers 1830. Elle entra alors au Palais-Royal où elle eut une longue carrière avec des rôles de soubrette.
Sans jamais abandonner la scène (elle jouait encore âgée de plus de soixante ans), elle a aussi enseigné et a écrit quelques pièces de théâtre.
Elle avait épousé un peintre nommé Dupuis, qui était également directeur d'une salle de théâtre.

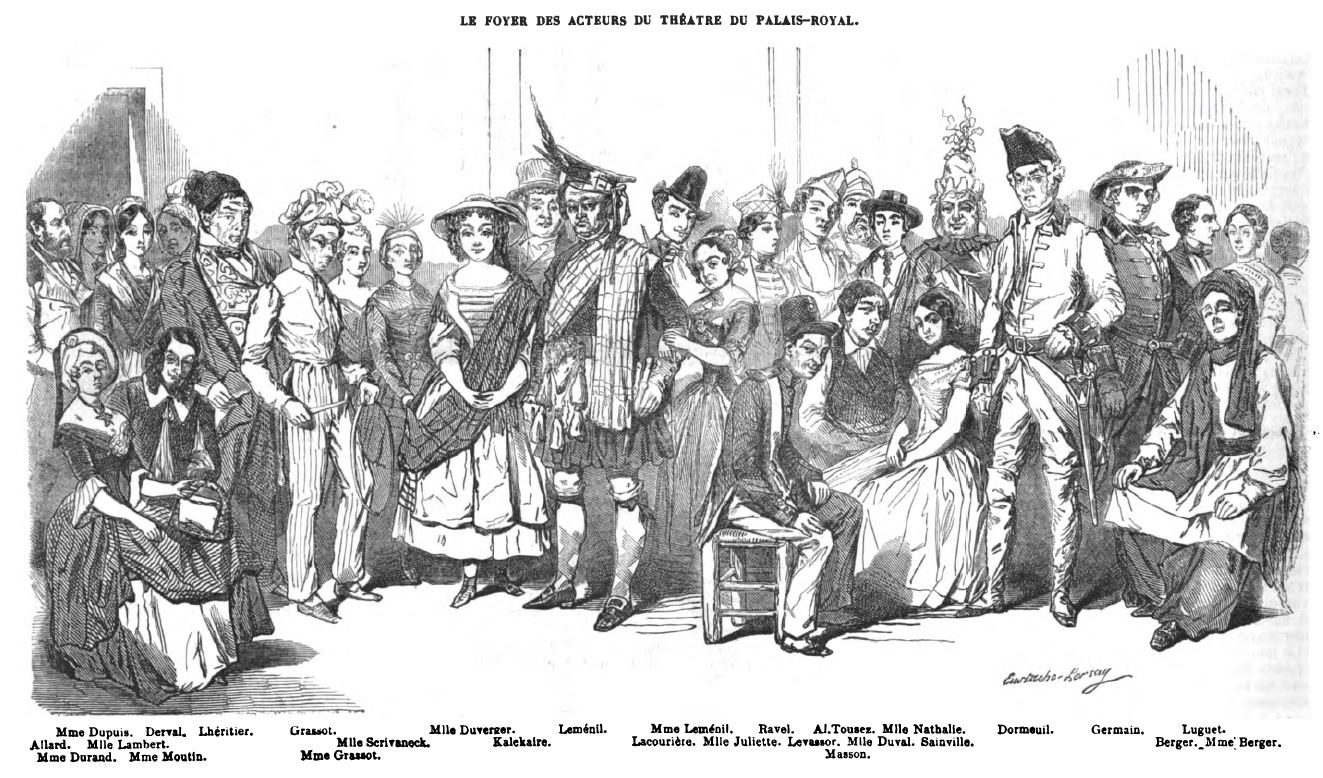
Les acteurs et actrices du théâtre du Palais-Royal, gravure d'Eustache Lorsay (1812-1871) parue dans l'Illustration, volume 1846-1847

Elle publie ses premières pièces sous le pseudonyme Antoine de Nantes.

## Postérité
Charlotte Dupuis figure sur une gravure d'Eustache Lorsay représentant la troupe du Palais-Royal en 1946.
Elle est également représentée sur la frise d'Émile Bayard qui orne le foyer du Palais-Royal.

## Théâtre
- 1836 : Léona ou le Parisien en Corse d'Adolphe de Leuven et Henri de Saint-Georges, Théâtre du Palais-Royal
- 1836 : La Marquise de Prétintaille de Jean-François Bayard et Philippe-François Dumanoir, Théâtre du Palais-Royal
- 1836 : L'Oiseau bleu de Jean-François Bayard et Antoine-François Varner, Théâtre du Palais-Royal
- 1837 : Mémoire d'une blanchisseuse de Nicolas Brazier, Ferdinand de Villeneuve et Charles de Livry, Théâtre du Palais-Royal
- 1837 : La Dot de Cécile d'Emmanuel Théaulon, Gabriel de Lurieu et Angel, Théâtre du Palais-Royal
- 1839 : Les Avoués en vacances de Jean-François Bayard et Philippe-François Dumanoir, Théâtre du Palais-Royal
- 1840 : Cocorico ou la Poule de ma tante de Ferdinand de Villeneuve, Michel Masson et Saint-Yves, Théâtre du Palais-Royal
- 1841 : La Permission de dix heures de Mélesville et Pierre Carmouche, Théâtre du Palais-Royal
- 1841 : Les Willis de Jules Cordier et Pittaud de Forges, Théâtre du Palais-Royal
- 1842 : Tabarin de Philippe-François Dumanoir et Paulin Deslandes, Théâtre du Palais-Royal
- 1844 : La Corde de pendu de Ferdinand Laloue et Anicet Bourgeois, Théâtre du Cirque Olympique
- 1849 : Exposition des produits de la République d'Eugène Labiche, Philippe-François Dumanoir et Clairville, Théâtre du Palais-Royal
- 1850 : Traversin et Couverture d'Eugène Labiche et Charles Varin, Théâtre du Palais-Royal
- 1850 : Le Sopha d'Eugène Labiche, Mélesville et Charles Desnoyer, Théâtre du Palais-Royal
- 1850 : La Fille bien gardée d'Eugène Labiche et Marc-Michel, Théâtre du Palais-Royal
- 1851 : Mam'zelle fait ses dents d'Eugène Labiche et Marc-Michel, Théâtre du Palais-Royal
- 1851 : Le Mariage de Victorine de George Sand, Théâtre du Gymnase
- 1852 : Le Misanthrope et l'Auvergnat d'Eugène Labiche, Paul Siraudin et Lubize, Théâtre du Palais-Royal
- 1853 : Un feu de cheminée d'Eugène Labiche et Arthur de Beauplan, Théâtre du Palais-Royal
- 1855 : Les Précieux d'Eugène Labiche, Marc-Michel et Auguste Lefranc, Théâtre du Palais-Royal
- 1856 : En pension chez son groom d'Eugène Labiche et Marc-Michel, Théâtre du Palais-Royal
- 1856 : Monsieur de Saint-Cadenas d'Eugène Labiche et Marc-Michel, Théâtre du Palais-Royal
- 1858 : Madame est aux eaux d'Eugène Labiche et Philippe de Marville, Théâtre du Palais-Royal
- 1858 : Le Grain de café d'Eugène Labiche et Marc-Michel, Théâtre du Palais-Royal
- 1874 : Garanti dix ans d'Eugène Labiche et Philippe Gille, Théâtre des Variétés

## Publications
- Antoine de Nantes (pseudonyme), Deux veuves pour rire, vaudeville en 1 acte, Paris, Michel-Lévy frères, 1856
- Antoine de Nantes (pseudonyme) et Émile Goby, Les Démons de l'argent en 5 actes, Paris, Théâtre Beaumarchais, 1863
- Où l'on va, comédie en 3 actes, Paris, Michel-Levy frères, 1869
- Le Petit Frère,comédie en 1 acte, Paris, Michel-Levy frères, 1870